# Elsa Castillo
Elsa Castillo Rada (Distrito Capital (Venezuela), 19 de octubre de 1963) es una profesora y sindicalista venezolana, miembro de la Alianza Nacional Sindical.

## Carrera
Fue militante del Partido Comunista de Venezuela, pero se desligó de él posteriormente. Castillo fue una de las dirigentes de la convocatoria de la marcha de profesores y trabajadores el 23 de enero de 2023. El mismo mes, se denunció una tendencia con la intención de deslegitimar la convocatoria a las protestas de los educadores en el país generada por un grupo de comunicadores digitales oficialistas, relacionadas con la Organización Nacional de Comunicadores Alternativos, acusando a Castillo de viajar en un "jet privado".
En febrero de 2024 Castillo anunció su candidatura para las elecciones presidenciales de 2024 y  la creación de un nuevo partido político.